# Sporting Lissabon (Futsal)
Der Sporting Clube de Portugal, im deutschsprachigen Raum als Sporting Lissabon bekannt, ist die Futsalsparte Sporting Lissabons.

## Erfolge
- UEFA-Futsal-Champions League (2): 2018/19, 2020/21
- Portugiesischer Meister (15): 1990/91, 1992/93, 1993/94, 1994/95, 1998/99, 2000/01, 2003/04, 2005/06, 2009/10, 2010/11, 2012/13, 2013/14, 2015/16, 2016/17, 2017/18
- Portugiesischer Pokalsieger (8): 2005/06, 2007/08, 2010/11, 2012/13, 2015/16, 2017/18, 2018/19, 2019/20
- Taça da Liga (3): 2015/16, 2016/17, 2020/21
- Portugese Supercup (9): 2001, 2004, 2008, 2010, 2013, 2014, 2017, 2018, 2019